# Felix Klipstein
Felix Klipstein (* 21. Dezember 1880 in Gent; † 4. Juli 1941 in Laubach) war ein deutscher Maler, Zeichner und Graphiker.
Aufgewachsen in Belgien und in Laubach als Sohn eines wohlhabenden hessischen Kaufmanns, verbrachte Klipstein seine Studienjahre vor allem in Frankreich und Spanien, wo er sich insbesondere mit Velázquez auseinandersetzte. Weitere Vorbilder sind Albrecht Dürer und Wilhelm Leibl. Außerdem spricht einiges dafür, dass Klipstein stark vom Werk und den theoretischen Schriften des Schweizer Malers Ferdinand Hodler beeinflusst war.
In Madrid lernte Klipstein seine zukünftige Ehefrau, die Schriftstellerin Editha Klipstein, geborene Blaß, kennen. 1909 heirateten sie in Halle und zogen nach einem neunmonatigen Aufenthalt im spanischen Segovia ins hessische Laubach.
Klipstein wurde bereits in den ersten Wochen des Ersten Weltkrieges verwundet und trug eine leichte Behinderung davon.
Trotz einiger größerer Ausstellungen unter anderem in Berlin ist Klipstein heute kaum über die hessischen Grenzen hinaus bekannt.
Sein jüngerer Bruder August Klipstein war in der Schweiz als Kunsthistoriker und Kunsthändler tätig.